# Lysiphlebus meridionalis
Lysiphlebus meridionalis är en stekelart som beskrevs av William Harris Ashmead 1894. Lysiphlebus meridionalis ingår i släktet Lysiphlebus och familjen bracksteklar. Inga underarter finns listade i Catalogue of Life.